# Jebel-Aulia-Damm
Der Jebel-Aulia-Damm (arabisch خزان جبل أولياء, DMG Ḫazzān Ǧabal Auliyāʾ) ist eine Talsperre im Weißen Nil bei der Stadt Jebel Aulia rund 40 km oberhalb von Khartum im Sudan. Er wurde zwischen 1933 und 1937 gebaut, um mit dem aufgestauten Wasser die Perioden geringer Wasserführung im Blauen Nil auszugleichen. Von 2002 bis 2005 wurde er zur Stromerzeugung mit einer installierten Leistung von 30,4 MW nachgerüstet.

## Beschreibung
Der insgesamt 4395 m lange Jebel-Aulia-Damm besteht aus einer 1630 m langen Gewichtsstaumauer mit geradlinigem Grundriss, die von einem 2765 m langen Erdschüttdamm im flachen Bereich vor dem linken Ufer verbunden ist.
Über die Dammkrone führt eine zweispurige Straße, die sich im Bereich der Staumauer soweit verengt, dass noch ausreichend Platz für ein Fahrzeug und einen Fußgänger bleibt.
Im Hauptfahrwasser befindet sich eine Schleuse mit einer Kammer von 67 m × 17 m und einer Klappbrücke. Daneben ist eine Fischtreppe eingebaut.
Die Staumauer kann den Nil zu einem Stausee mit einer Länge von rund 50 km, einer Tiefe von 12 bis 13 m und einem Volumen von 3.500 Mio. m³ aufstauen. Der Abfluss wird durch 50 Tore in der Staumauer geregelt. Der Stausee und sein periodisch gesteuerter Abfluss gleichen einerseits die Wasserführung des Nils während der Niedrigwasserperiode des Blauen Nils aus, andererseits wird durch den Aufstau der Verdunstungsverlust des Weißen Nils erhöht.
In den Jahren 2002 bis 2005 wurde der Damm zu Stromerzeugung nachgerüstet. Dazu wurden 40 der 50 Tore mit Gruppen von je zwei Turbinen und Generatoren ausgerüstet, die im Bedarfsfall durch einen beweglichen, auf der Mauerkrone laufenden Portalkran aus dem Wasser gehoben werden können, um einen ungehinderten Abfluss zu ermöglichen. Diese 80 Einheiten haben eine installierte Leistung von 30,4 MW.

## Geschichte
Der Jebel-Aulia-Damm wurde schon vor dem Bau der alten Assuan-Staumauer (gebaut 1898–1902) vorgeschlagen, sowohl als Bevorratung für die Kanalbewässerung in Ägypten als auch in eingeschränkter Weise als Hochwasserschutz.